# آرام‌اس آمازون (۱۸۵۱)
آرام‌اس آمازون (۱۸۵۱) (به انگلیسی: RMS Amazon (1851)) یک کشتی بود که طول آن ۳۰۰ فوت (۹۱ متر) بود. این کشتی در سال ۱۸۵۱ ساخته شد.